# Платан західний (Одеса, сквер ім. Старостіна)
Плата́н за́хідний — ботанічна пам'ятка природи місцевого значення в Україні. Об'єкт природно-заповідного фонду Одеської області. 
Розташований у місті Одеса, у сквері ім. Старостіна (при вул. Рачкова). 
Площа — 0,02 га. Статус отриманий у 1983 році. Перебуває у віданні комунального підприємства «Міськзелентрест». 
Статус надано для збереження декоративного дерева — платана західного (Platanus occidentalis).